# 피라-피라송 파라이소
《피라-피라송 파라이소》(필리핀어: Pira-Pirasong Paraiso)는 2023년 방영된 필리핀의 텔레비전 드라마이다.